# Giuseppe Maria Crespi
Pour les articles homonymes, voir Crespi.
Giuseppe Maria Crespi dit Lo Spagnolo (« l'Espagnol » à cause du costume qu'il avait adopté), né le 14 mars 1665 à Bologne où il est mort le 16 juillet 1747, est un peintre et graveur italien.

## Biographie
Crespi est le fils de Girolamo Crespi et Isabella Cospi. Il a été surnommé « l’Espagnol » (Lo Spagnolo) pour son habitude de porter des habits serrés typiques de la mode espagnole de l'époque.
Élève de Domenico Maria Canuti, il se laisse d'abord imprégner par le naturalisme des Carrache, en particulier par Ludovico, diffusé par Carlo Cesare Malvasia dans la Bologne de l'époque.
Le pape Benoît XIV l’engagea comme peintre personnel, et lui donna le titre de comte palatin.
En 1708, il se présente au grand-prince Ferdinand de Toscane qui l'invite à séjourner à la villa Pratolino en 1709, où il réalisera La Foire de Poggio a Caiano, inspirée d'une œuvre de Jacques Callot.
Son second fils Luigi Crespi était également peintre.

## Œuvre
Il mêla scènes comiques aux sujets habituellement traités avec sérieux.
Ses natures mortes animalières inspirèrent le peintre Arcangelo Resani (en) (1670-1742), lors de son passage à Bologne avant de s'établir à Forli.
Il est notamment connu pour la vingtaine de gravures qu'il exécuta pour illustrer le recueil de nouvelles de Giulio Cesare Croce et Adriano Banchieri, Bertoldo, Bertoldino e Cacasenno.

### Tableaux
- Enée, la Sybille et Charon (1695-1697), huile sur toile, dessus de porte pour Eugène de Savoie, 130 × 127 cm, Kunsthistorisches Museum, Vienne[5]
- Le Centaure Chiron enseignant le tir à l'arc au jeune Achille (1695-1697), huile sur toile, 126 × 124 cm, Kunsthistorisches Museum, Vienne[6]
- Décorations du Palazzo Pepoli à Bologne, fresques de plafond, (1699-1700) : Les Saisons et le Triomphe d'Hercule et L'Olympe[7]
- La Puce (vers 1700), huile sur cuivre, 46 × 34 cm, Musée des Offices, Florence[8]
- Hécube aveuglant Polymestor (1700-1705), huile sur toile, 173 × 184 cm, Musées royaux des Beaux-Arts de Belgique Bruxelles[9]
- Le Massacre des Innocents (1706), huile sur toile, 133 × 189 cm, Musée des Offices, Florence[2]
- Amour et Psyché (1707-1709), huile sur toile, 130 × 215 cm, Musée des Offices, Florence[2]
- La Foire de Poggio a Caiano (1709), huile sur toile, 117 × 196 cm, Musée des Offices, Florence[2]
- Série Les Sept Sacrements, à la demande du cardinal Pietro Ottoboni (vers 1712), Gemaldegalerie Alte Meister, Dresde
  - Le Sacrement du mariage, huile sur toile, 127 × 93 cm[10]
  - Le Sacrement de la sainte cène, huile sur toile, 127 × 94 cm[11]
- Confessione (1710), Staatliche Kunstsammlungen Gemaldegalerie Alte Meister, Dresde
- La Fille de cuisine (vers 1720), huile sur toile, 57 × 43 cm, Palais Pitti, Florence[2]
- La Chercheuse de puces, (1720-1730), huile sur toile, 55 × 41 cm, Musée du Louvre, Paris[12]
- Démocrite et Héraclite (après 1730), huile sur toile, 143 x 116 cm, Musée des Augustins de Toulouse[13].
- L'Archange Michel purifie les cieux de la présence de Satan et ses démons (vers 1738), huile sur toile, 151 × 114 cm, Musée des beaux-arts de Budapest[14]
- Saint Jean Népomucène confesse la reine de Bohême, (v.1740), huile sur toile, 155 × 120 cm, Galerie Sabauda, Turin
- Portrait de Benoît XIV (1740), huile sur toile, 260 × 180 cm, Musées du Vatican, Rome[15]

Dates non documentées
- Extase de sainte Margherite, Duomo de Cortone
- Josué arrête le soleil, Cappella Colleoni, Bergame
- Sainte Madeleine, musée des beaux-arts de Lyon, inv. no 1969-674
- L'Abreuvoir, Musée national des beaux-arts d'Alger
- Brutus embrasse la terre, Varsovie

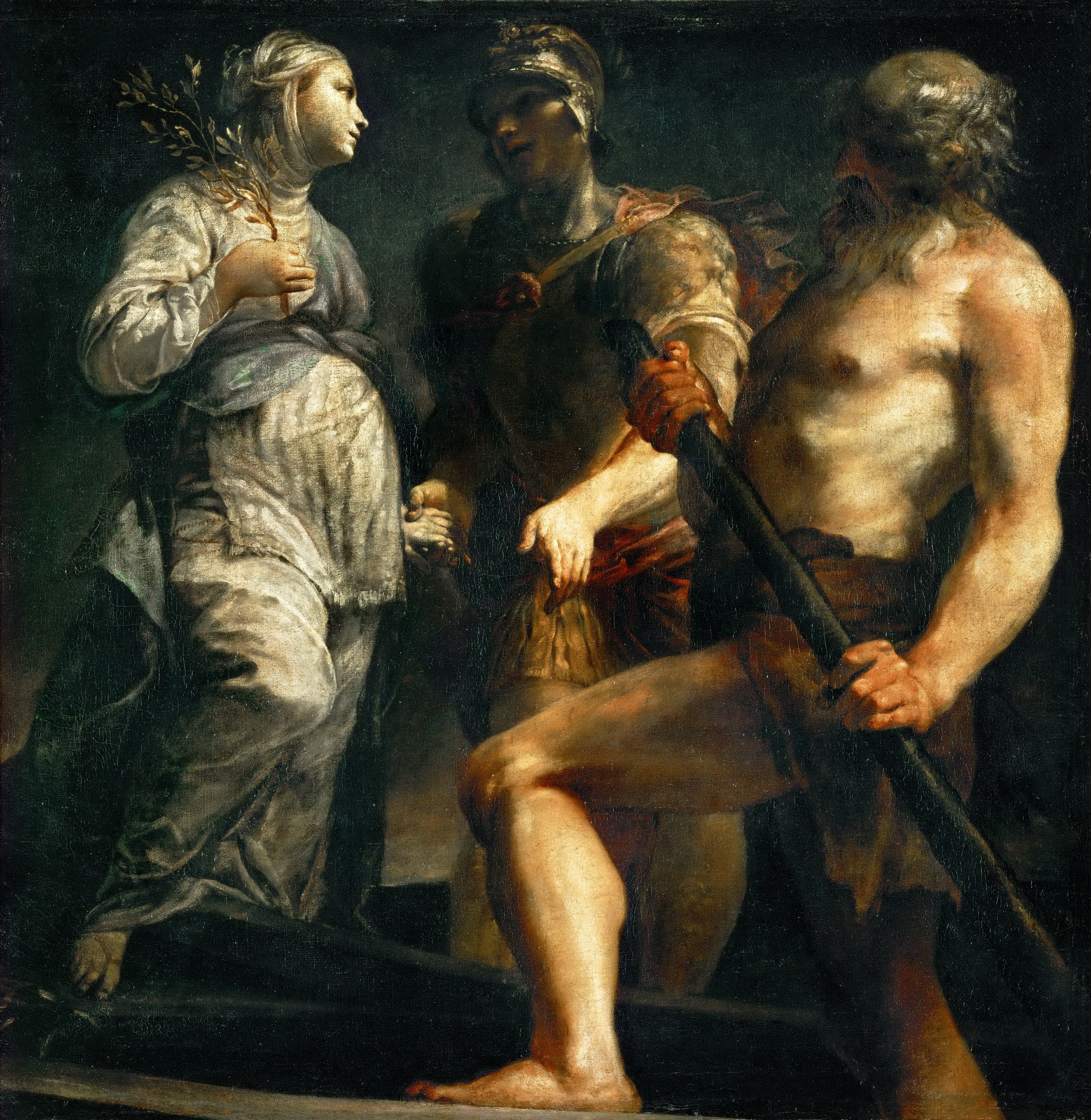
Enée, la Sybille et Charon (1695-1697) Kunsthistorisches Museum.
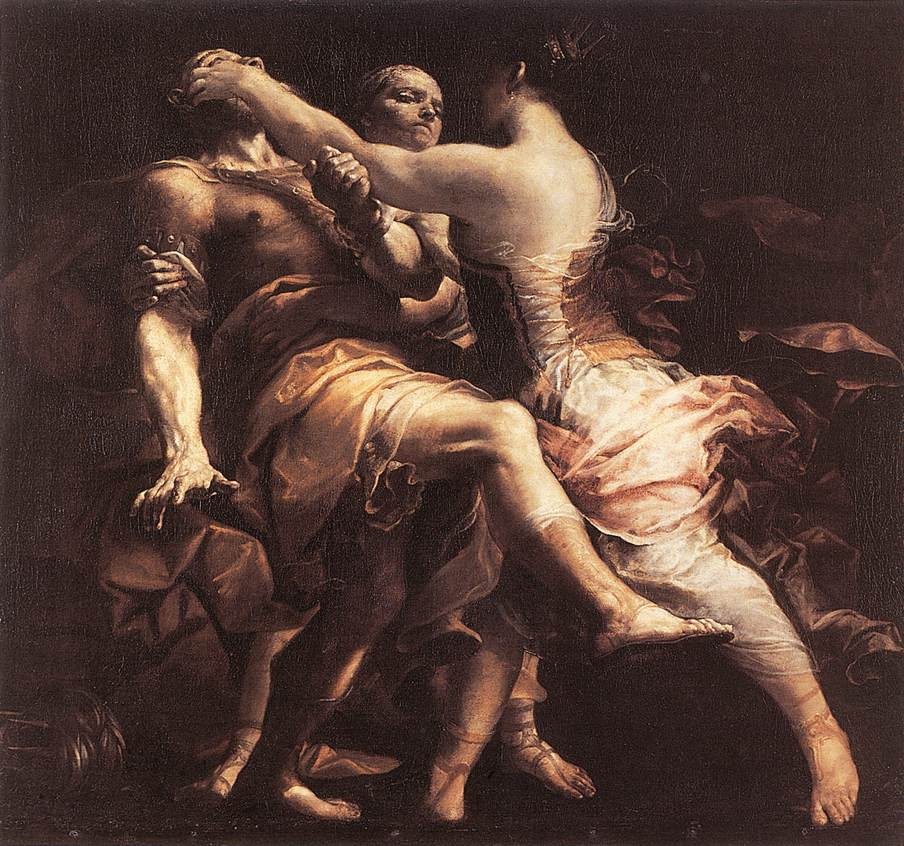
Hécube aveuglant Polymestor (1700-1705) Musée Oldmasters.
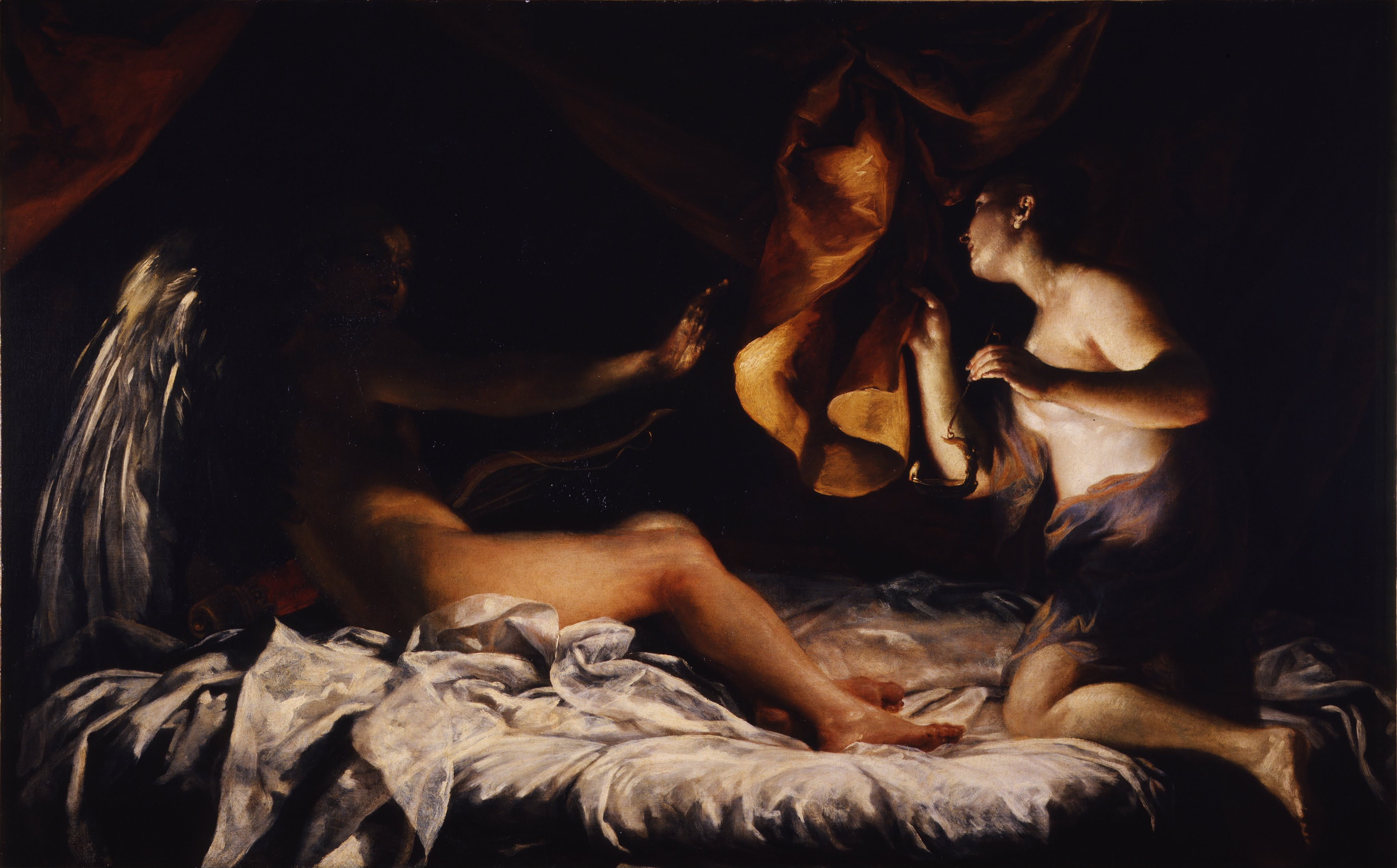
Amour et Psyché (1707-1709) Musée des Offices.
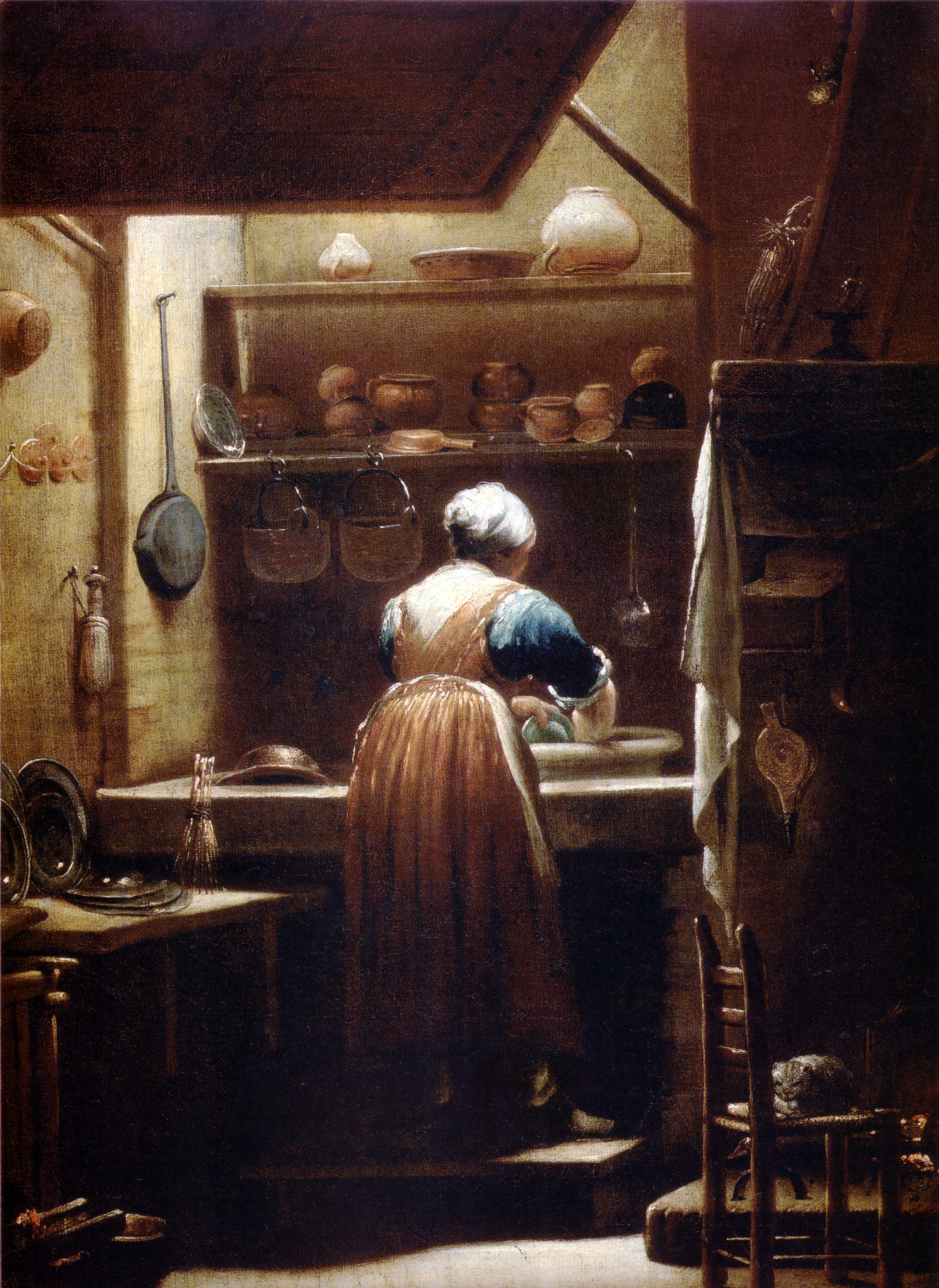
La Fille de cuisine (v. 1720) Musée des Offices.
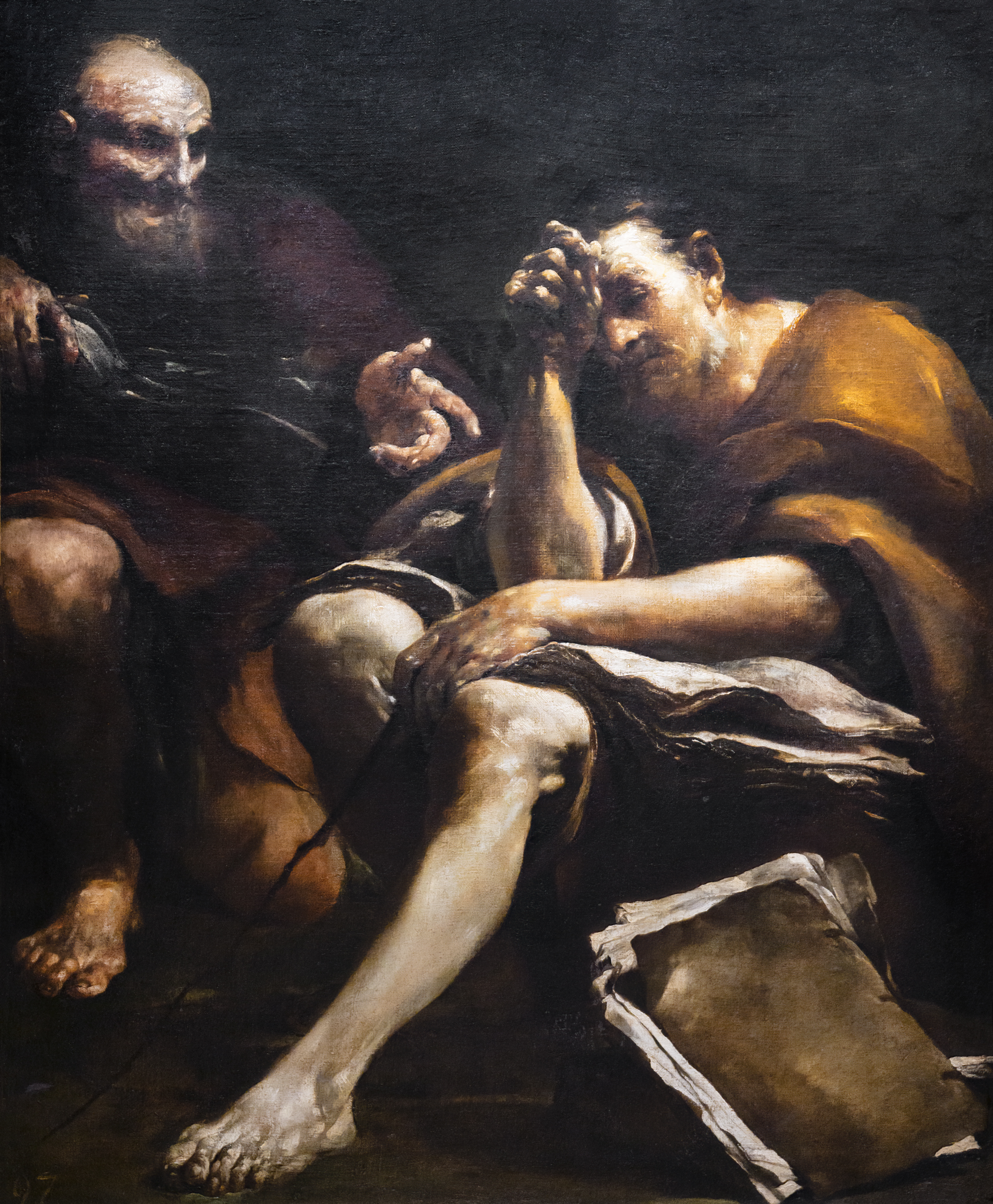
Démocrite et Héraclite (après 1730)) Musée des Augustins de Toulouse.

### Gravures et dessins

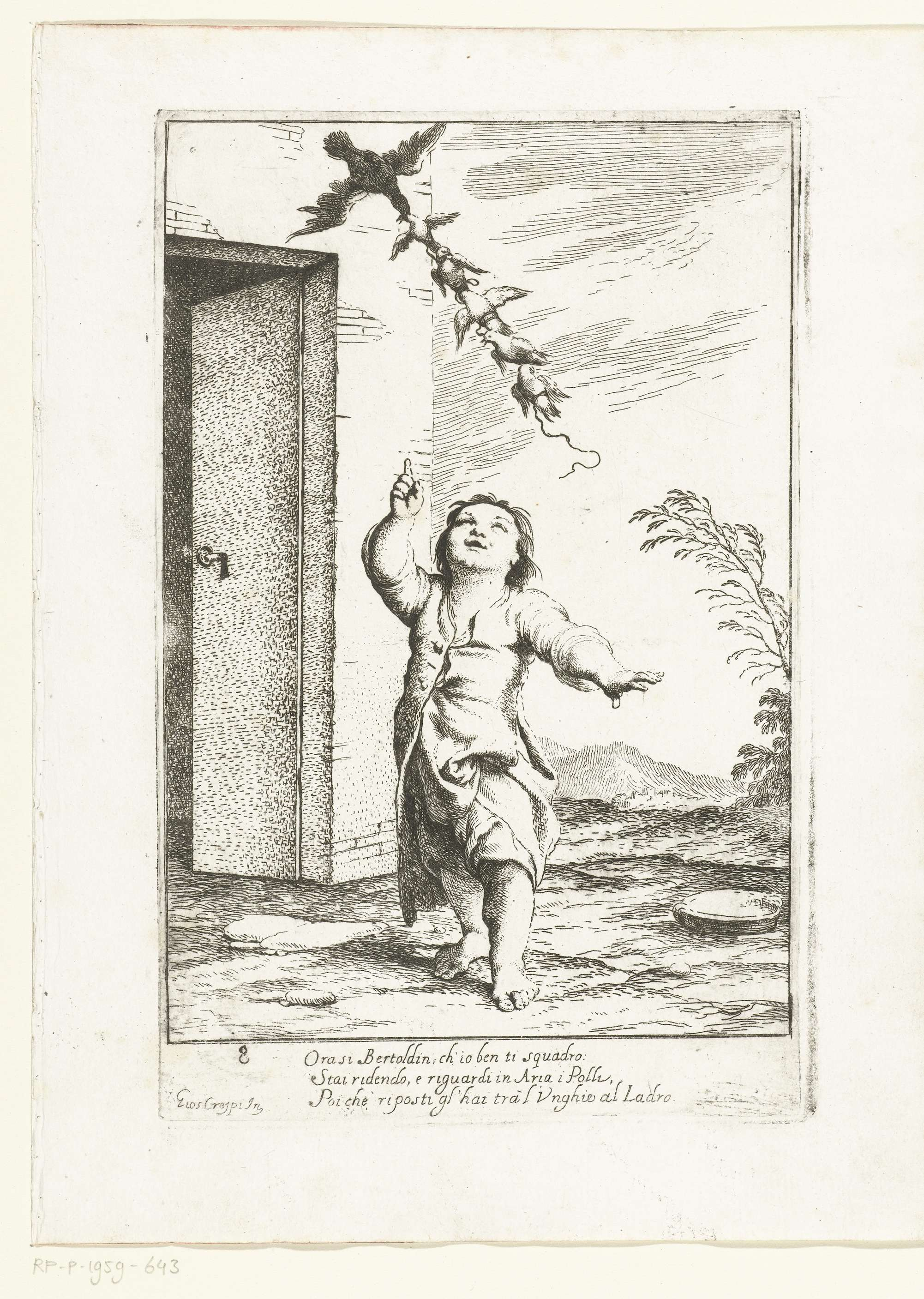
Bertoldino montre les poulets, qu'il a attachés les uns aux autres avec une corde, emportés par un busard, eau-forte, avec Ludovico Mattioli (vers 1715, Rijksmuseum Amsterdam).
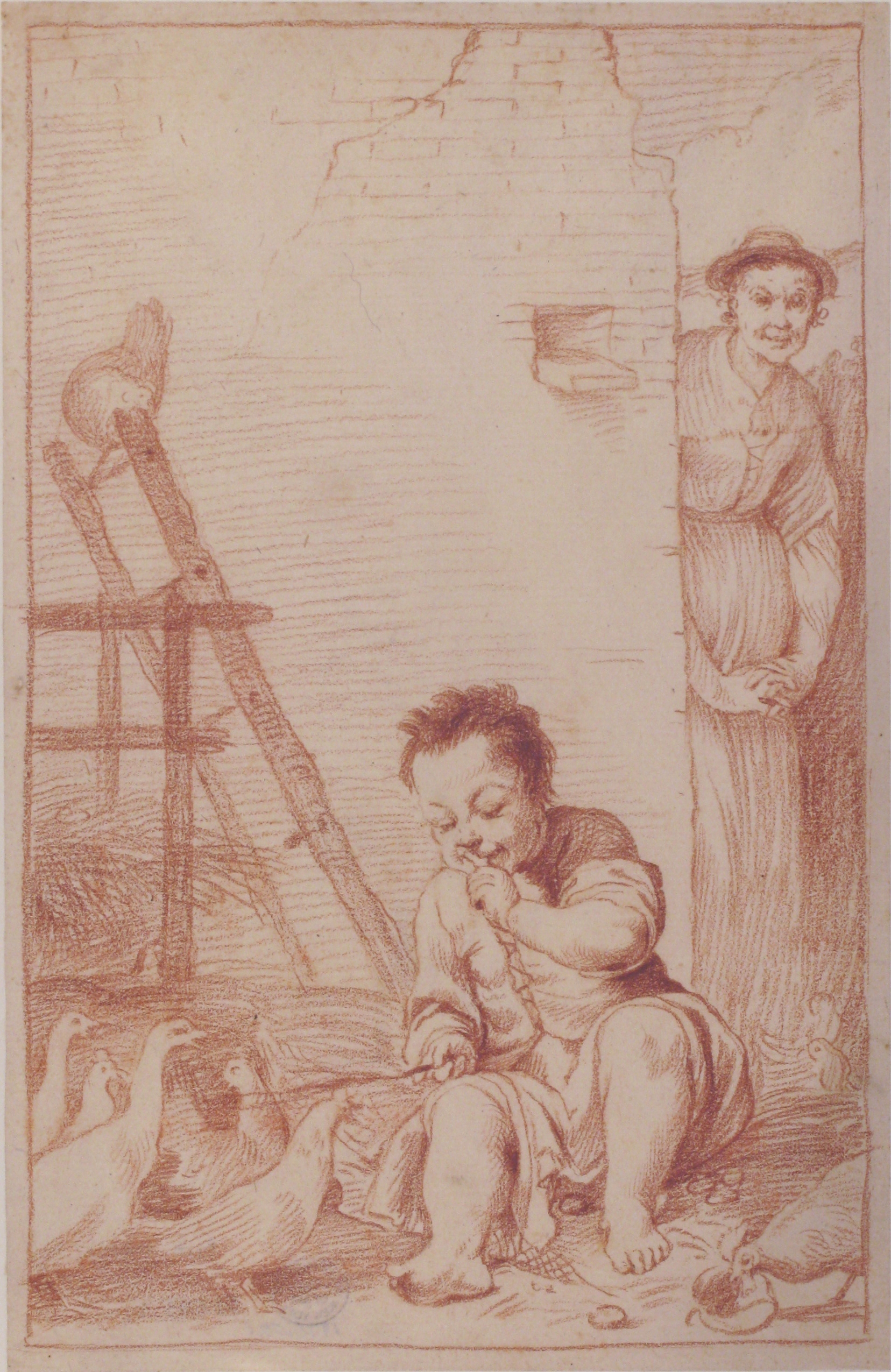
Marcolfa découvre Bertoldino tentant de couver des œufs, sanguine (avant 1747, Metropolitan Museum of Art, New York).
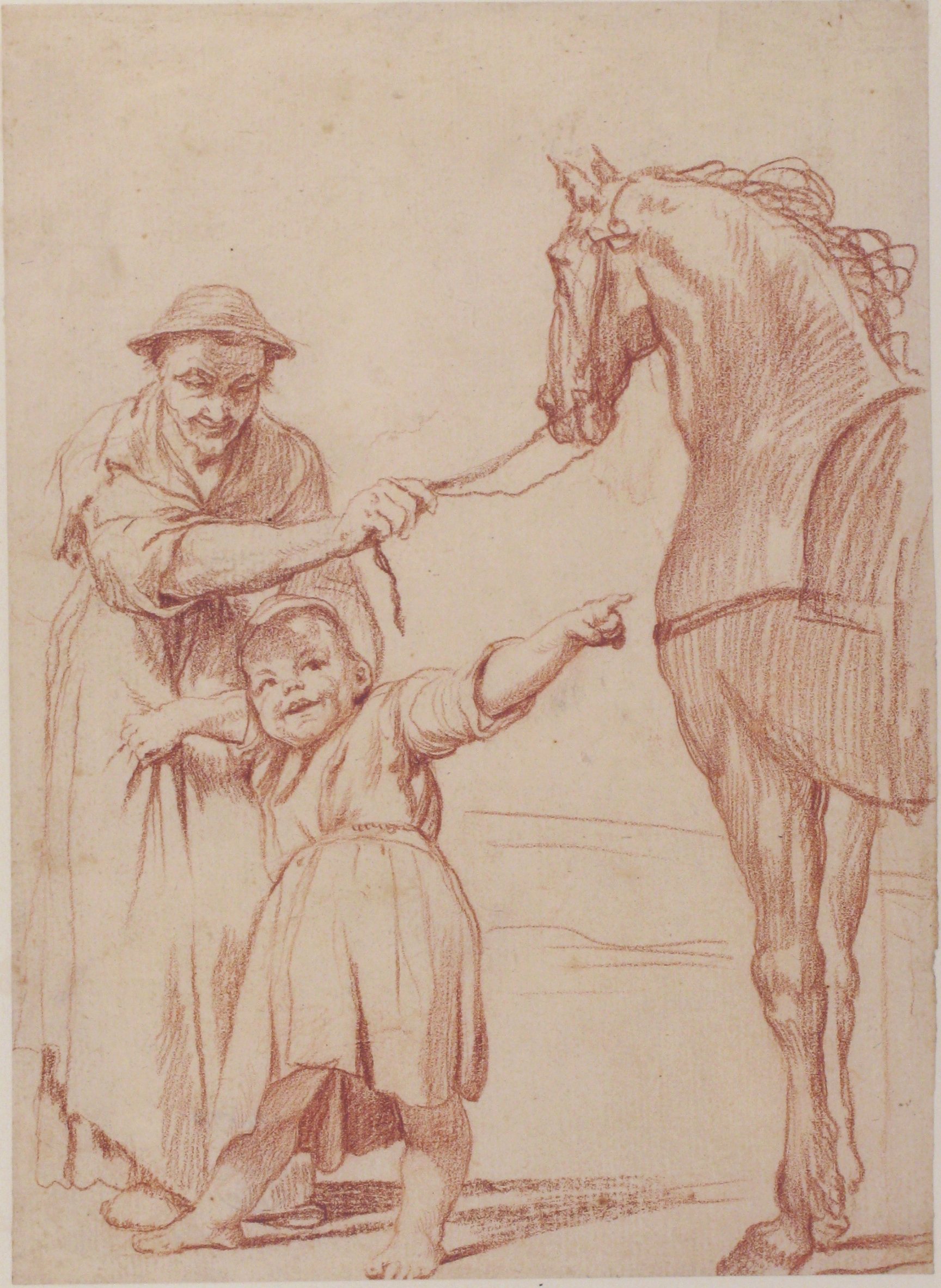
Marcolfa persuade Cacasenno de monter à cheval, sanguine (avant 1747, Metropolitan Museum of Arts, New York).
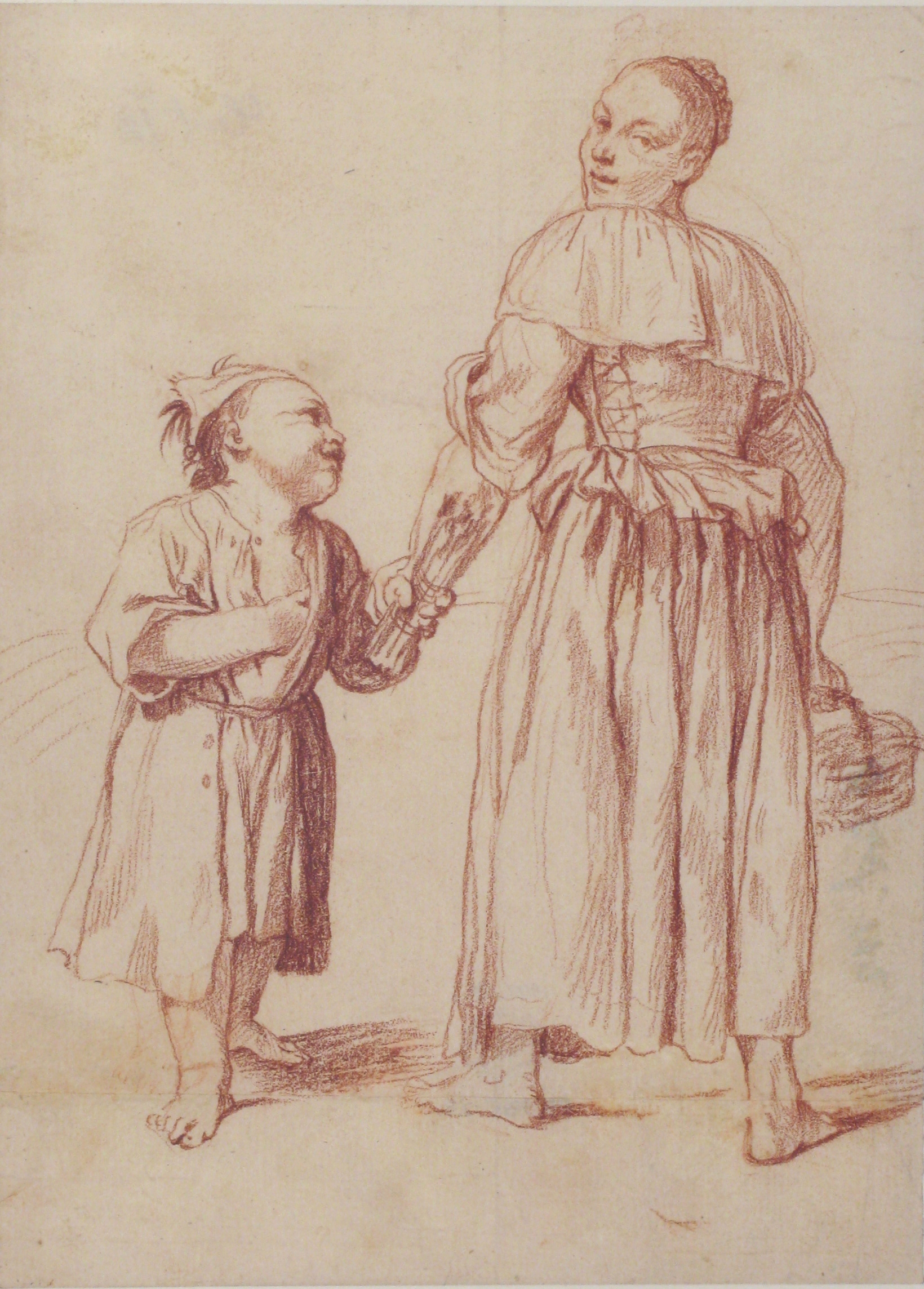
Menghina rentrant du jardin rencontre Cacasenno, sanguine (avant 1747, Metropolitan Museum of Arts, New York).
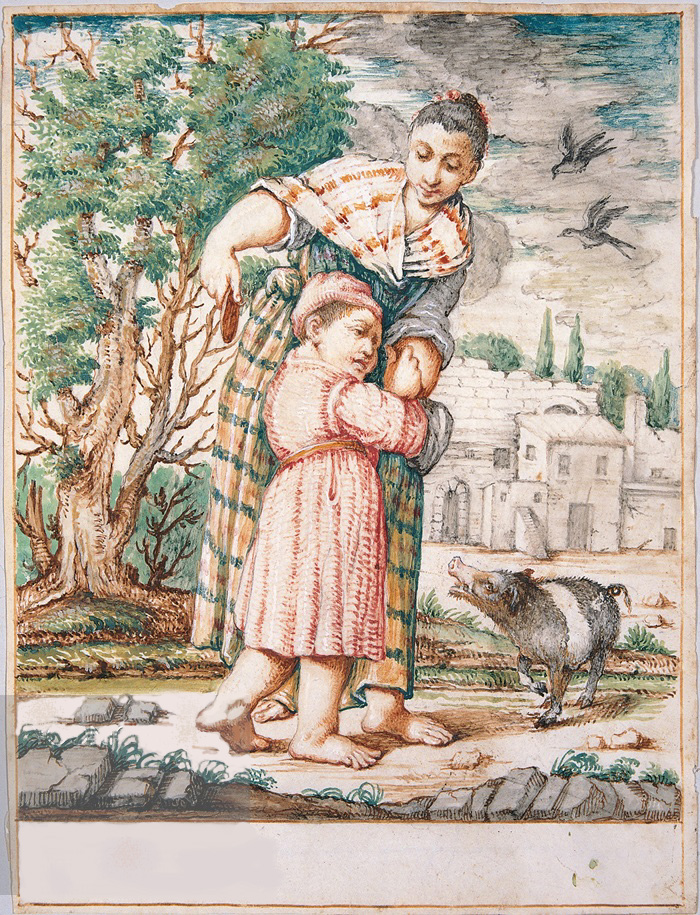
Cacasenno apaisé avec un castagnaccio, aquarelle (1736).